# Kriegergedenkstätte (Venn)

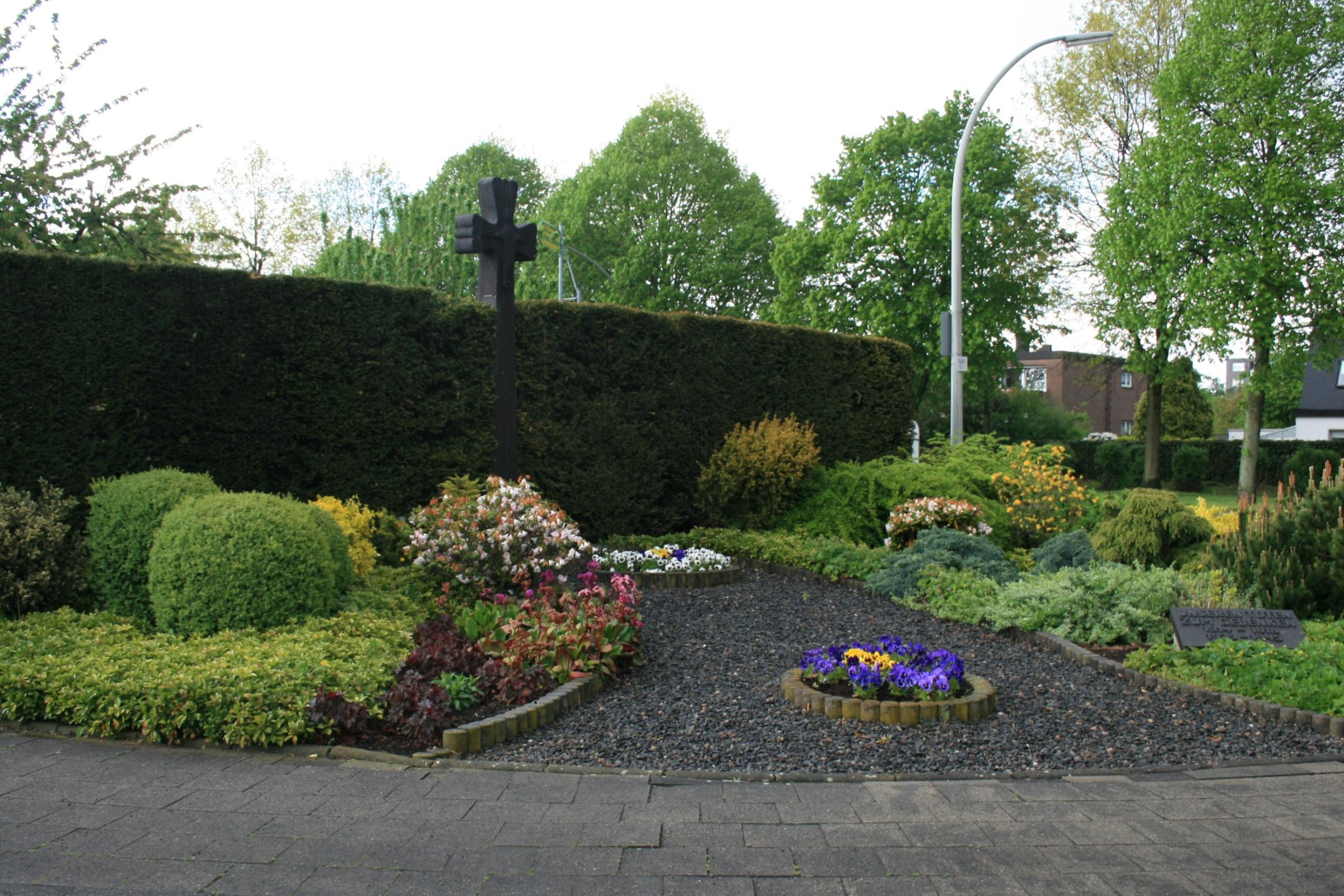
Kriegergedenkstätte (2011)

Die Kriegergedenkstätte steht im Stadtteil Venn in Mönchengladbach (Nordrhein-Westfalen), Ecke Beltinghovener Straße/Roermonder Straße.
Die Gedenkstätte wurde im 18. Jahrhundert erbaut. Sie ist unter Nr. B 172 am 30. September 2009 in die Denkmalliste der Stadt Mönchengladbach eingetragen worden.

## Architektur
Das Kriegerehrenmal steht im Einmündungsbereich der Beltinghovener Straße in die Roermonder Straße, im Ortsteil Beltinghoven und besteht aus zwei Kruzifixen:

### Barockkreuz
Bei dem älteren Kreuz handelt es sich um ein kleines schlichtes Kreuz, das aus Basaltlava gehauen ist und in das 18. Jahrhundert datiert werden kann. Die vertieft ausgearbeitete Ansichtsfläche wird von einer rahmenden Leiste gefasst und trägt eine in Herzform stilisierte Blumenvase, die drei Blumen aufnimmt. Im Winkel zwischen horizontalem Querbalken und vertikalem Kreuzstamm ist je ein Rundstab eingelegt.

### Modernes Kreuz
Das jüngere Kreuz ist wesentlich größer und misst an die drei Meter. Es ist ebenfalls aus Basaltlava gehauen. Der schlanke Kreuzstamm zeugt eine feine Überarbeitung. Er trägt ein modern gestaltetes Tatzenkreuz mit der Figur des auferstandenen Christus. Vor diesem Kreuz liegt in der Anlage ein Findling mit der Inschrift „Unseren Toten zum Gedenken 1914–1918 1939–1945“.